# Betriebshof Niederschönhausen

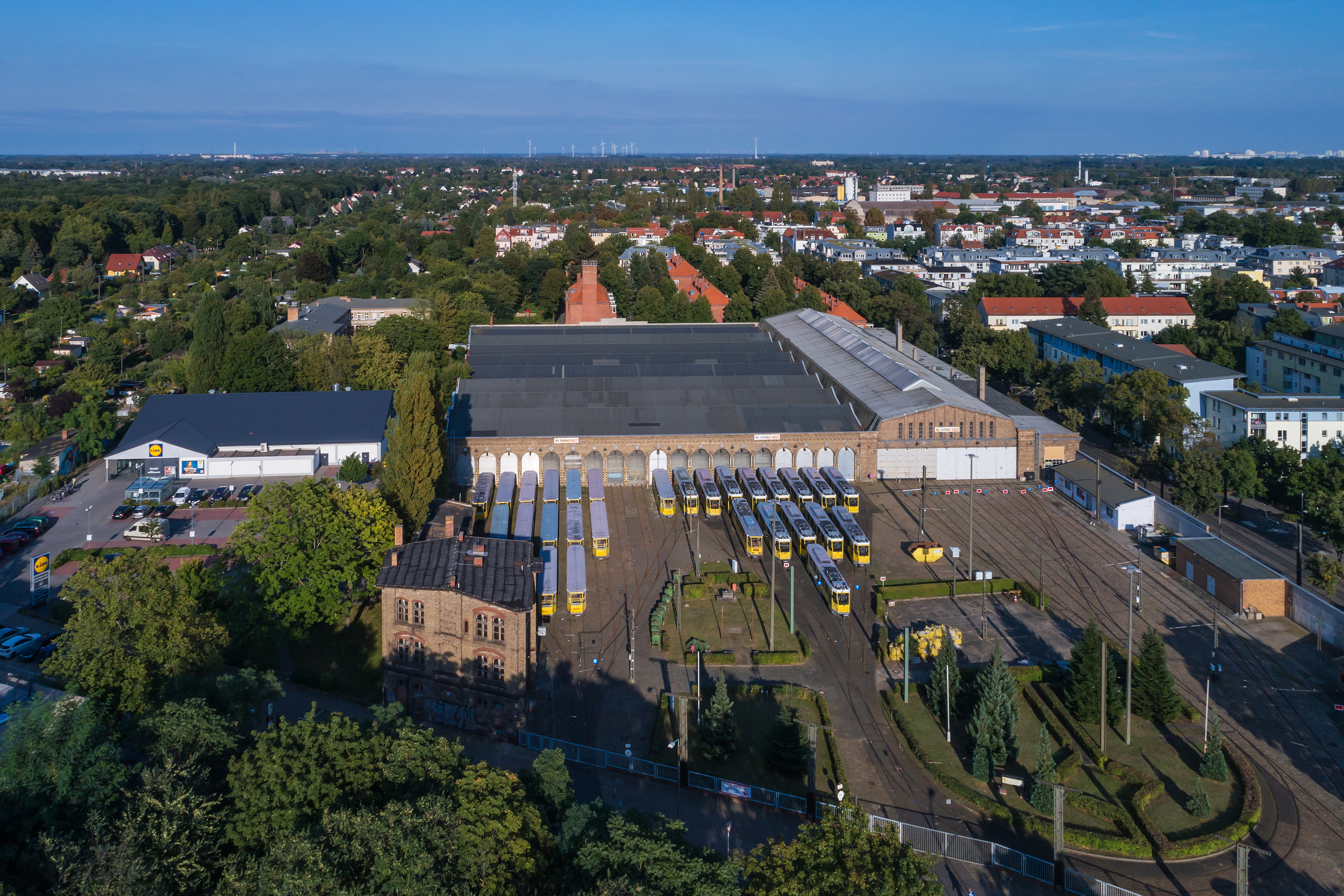
Betriebshof Niederschönhausen, 2017

Der Betriebshof Niederschönhausen (Nie) befindet sich an der Dietzgenstraße in Berlin-Niederschönhausen. Die Anlage wurde als Hof 3 der Großen Berliner Straßenbahn (GBS) eröffnet und wird gegenwärtig von den Berliner Verkehrsbetrieben (BVG) genutzt. Zudem beheimatete der Denkmalpflege-Verein Nahverkehr Berlin (DVN) bis Januar 2016 in dem Depot seinen Bestand an historischen Fahrzeugen der Berliner Straßenbahn. Der Komplex wurde 1901 errichtet und 1924 nach Entwürfen von Jean Krämer erweitert. Er steht unter Denkmalschutz.
Von Niederschönhausen aus wurden vornehmlich die Linien im Bezirk Pankow bedient, nach 1949 vornehmlich die Äste nach Rosenthal, Niederschönhausen und Buchholz.

## Lage und Aufbau

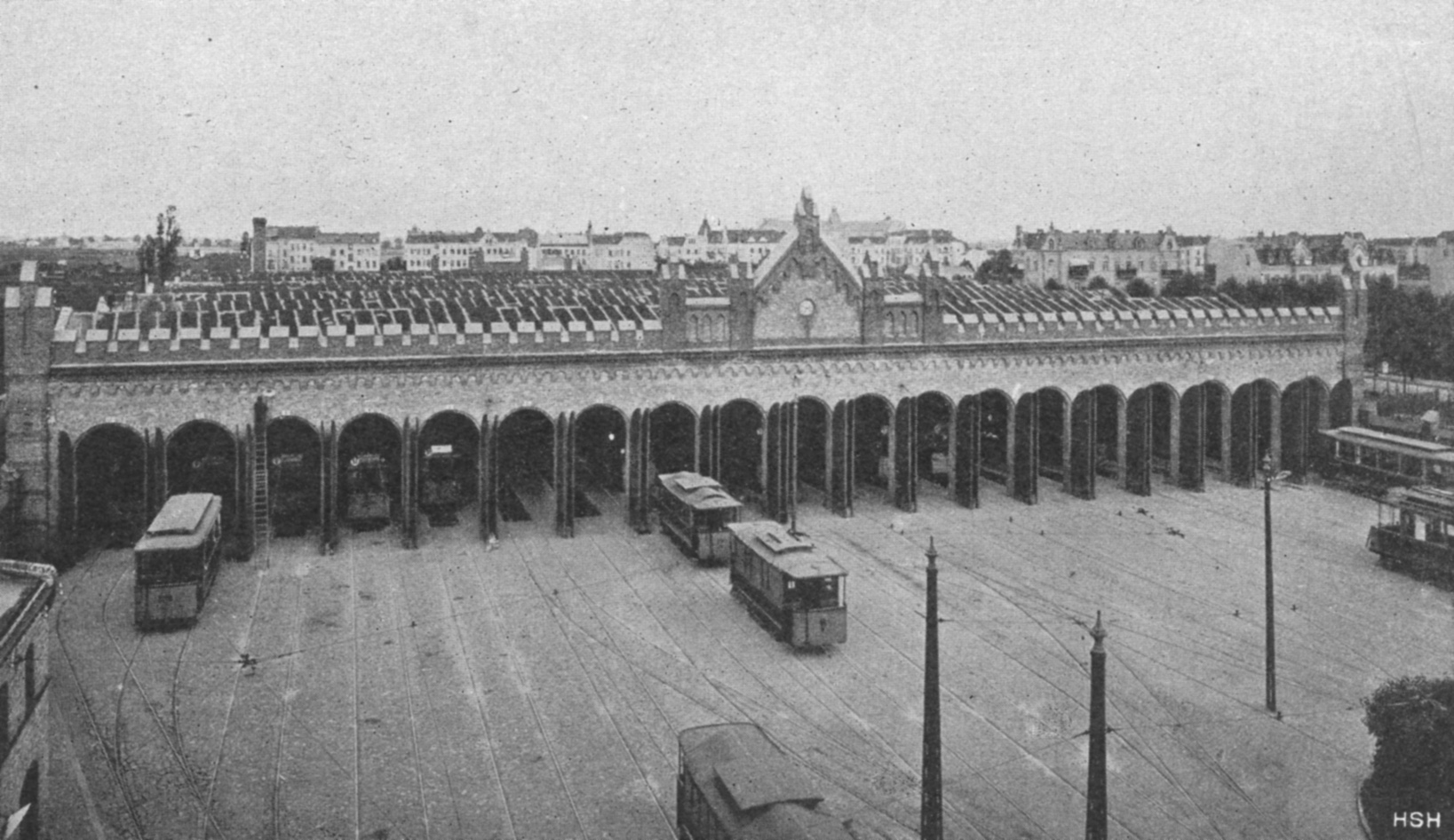
Betriebshof Niederschönhausen, 1914

Der Betriebshof liegt an der Kreuzung Dietzgenstraße Ecke Schillerstraße. Nach Osten zweigt eine Stichstrecke in die Schillerstraße ab. Der Hof umfasst zwei Wagenhallen mit 19 beziehungsweise sieben Abstellgleisen, daran angeschlossen eine Montagehalle und diverse Betriebsräume. Am nördlichen Rand des Betriebsgeländes an der Dietzgenstraße befindet sich das viergeschossige Verwaltungsgebäude. Daran angeschlossen liegen entlang der nördlichen Hofbegrenzung Räume für Personal, Toiletten und der Betriebsarzt.

## Geschichte

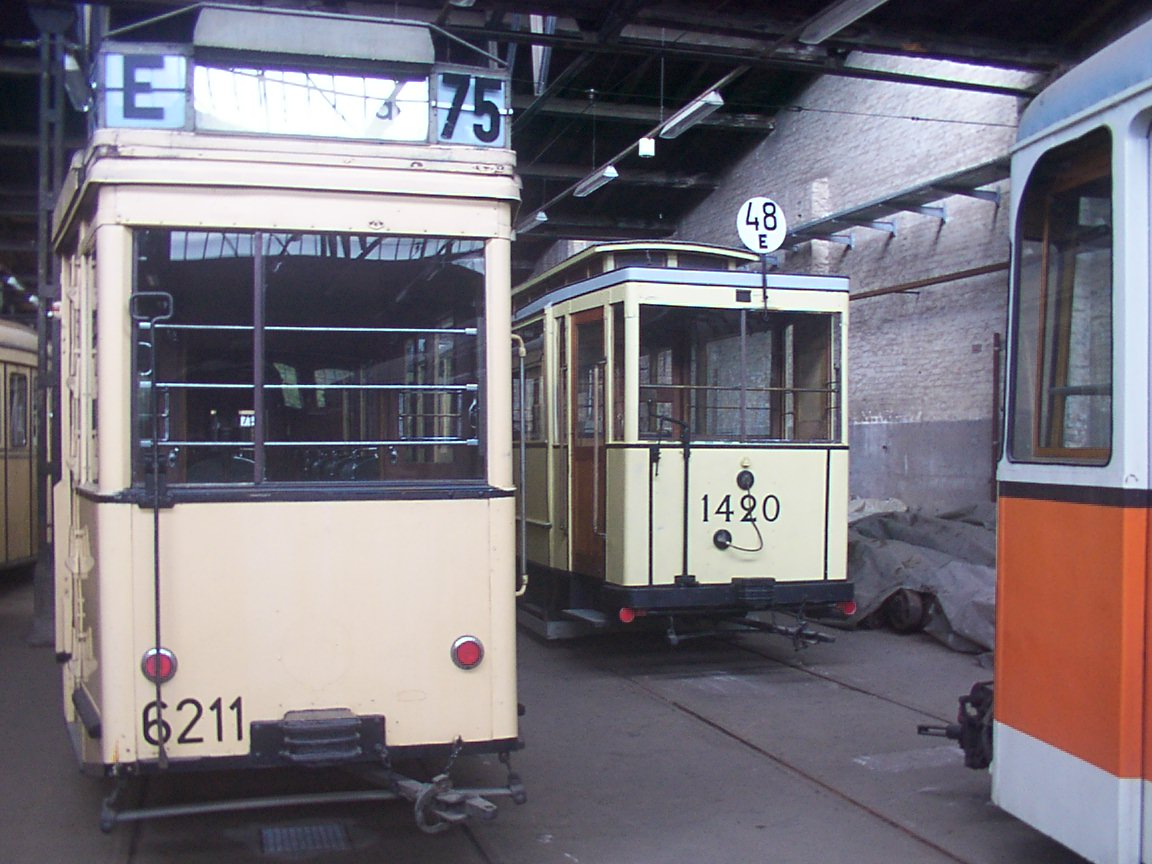
Historische Fahrzeuge des DVN im Betriebshof, 2008

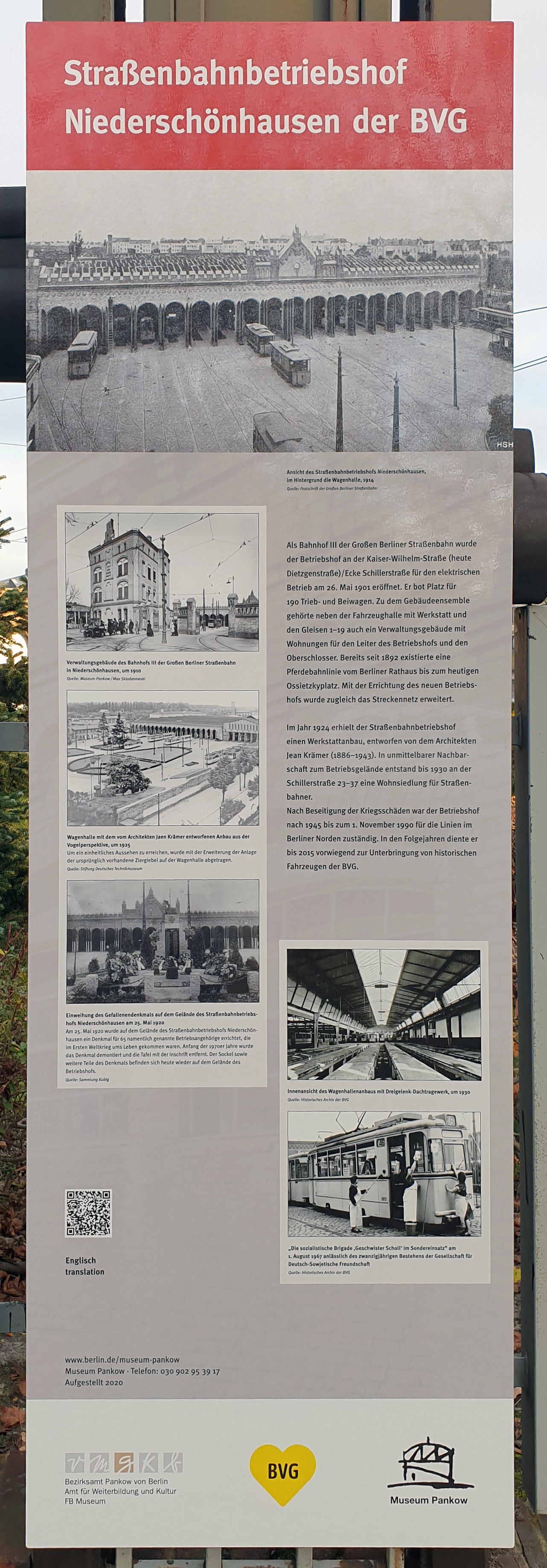
Gedenktafel, Dietzgenstraße 100

Zwischen 1896 und 1902 elektrifizierte die Große Berliner Pferde-Eisenbahn, die ab 1898 als Große Berliner Straßenbahn firmierte, ihr umfangreiches Streckennetz. Zur Unterbringung der elektrischen Fahrzeuge reichten die bisherigen Depots der Pferdebahn nicht immer aus, so dass im gleichen Zeitraum acht neue Betriebshöfe ausschließlich für den elektrischen Betrieb errichtet wurden. Der Hof in Niederschönhausen wurde als letzter am 26. Mai 1901 eröffnet. Einhergehend damit wurde die von der GBS betriebene Linie endgültig auf den Oberleitungsbetrieb umgestellt.
Der Hof hatte auf einer Fläche von 25.483 Quadratmetern eine Abstellkapazität von 190 Wagen mit einer Länge von je etwa elf Metern. Durch ein Sheddach wurden die Hallengleise mit Tageslicht beleuchtet. Das Gelände war weitgehend ummauert. 1920 errichteten die auf dem Hof stationierten Straßenbahner ein Denkmal für ihre im Ersten Weltkrieg gefallenen Kollegen. 1924 wurde nach Entwürfen von Jean Krämer ein südlicher Anbau verwirklicht, dessen Beleuchtung über eine Dreigelenk-Bogenbinder erfolgte. Daran angeschlossen wurden auch eine Montagehalle, Schmiede, Umkleideräume und das Lager untergebracht. Bis in die 1950er Jahre befand sich in diesen Anbauten auch eine Schuhmacherei. Die Mauer entlang der Schillerstraße wurde bei der Erweiterung entfernt. Östlich des Geländes errichtete die Heimstättengesellschaft der BVG in den 1930er Jahren Wohnungen für die Betriebsangehörigen.
Im Zweiten Weltkrieg wurden die Hallen und das Verwaltungsgebäude beschädigt, das Dachgeschoss wurde bei diesem Bau nicht vollständig wieder aufgebaut. Zwischen den Flachbauten für Personal und den Toiletten wurden in den 1950er Jahren ein zweigeschossiger Bau für den zuständigen Betriebsarzt eingefügt. Nördlich des Geländes wurde ein Kulturhaus für die BVG-Mitarbeiter errichtet, in dem auch öffentliche Filmvorführungen stattfanden. In näherer Entfernung entstand ferner ein Kinderwochenheim. Das Gefallenendenkmal wurde Anfang der 1970er Jahre wieder entfernt.
Das Gelände wurde Anfang der 1990er Jahre unter Denkmalschutz gestellt, nachdem die BVG den Hof entsprechend diesen Anforderungen umbauen ließ. Seit dem 1. November 1999 werden Linienzüge nicht mehr planmäßig von Niederschönhausen aus eingesetzt. Gründe hierfür liegen vor allem in der Gleisanordnung; da die Züge bei Rangierfahrten teilweise bis auf die Dietzgenstraße, in deren Zuge die Bundesstraße 96a verläuft, ausrücken müssen. Weiterhin ist eine betriebliche Nutzung der Bauten durch die BVG aufgrund des hohen Investitionsbedarfs zur Einhaltung aktueller Vorschriften nicht mehr möglich. Für Ausnahmefälle, etwa Bauarbeiten im Teilnetz Pankow und der Schönhauser Allee wurde der Hof zunächst noch betriebsfähig gehalten. Der DVN nutzte bis Anfang 2016 die Hallen zur Unterbringung seiner historischen Fahrzeuge.
Mitte Dezember 2017 wurden Weiche und Gleiskreuzung in der Dietzgenstraße in Fahrtrichtung Betriebshof ausgebaut, sodass dieser nur noch mit dem Gleis Richtung Stadtmitte angebunden ist.
Mittlerweile sind die Hallen mit den Gleisen 1 bis 19 wegen drohender Einsturzgefahr des Daches gesperrt. Der Werkstatttrakt (Gleise 20 bis 26) sowie das weitere Gelände werden (Stand: 2016) von BVG-Einrichtungen dagegen weiterhin genutzt. 2018 stellte die BVG – trotz Denkmalstatus – erfolglos einen Abrissantrag für das Verwaltungsgebäude und die angrenzenden Funktionsbauten. Hierbei handelt es sich um den Gebäudetrakt auf der Nordseite des Vorplatzes. Nachdem die BVG seit mehreren Jahren ihren Pflichten zur Unterhaltung des Baudenkmals nicht nachkommt, erwägt die untere Denkmalschutzbehörde des Bezirks Pankow inzwischen ein entsprechendes ordnungsbehördliches Sicherungsverfahren. Im August 2020 forderte der Landesdenkmalrat die BVG schließlich auf, die Gebäude entsprechend ihrer Qualität und Bedeutung zu sichern und zu pflegen und so ihrer Erhaltungspflicht nachzukommen. Darauf aufbauend leitete die untere Denkmalschutzbehörde des Bezirks ein förmliches Sicherungsverfahren ein. Infolgedessen bereitet die BVG die Einhausung des Verwaltungsgebäudes zum Schutz vor Witterungseinflüssen vor, die zugehörigen Rüstung soll im Mai 2021 aufgebaut werden. Sofern weitergehende Substanzsicherungsmaßnahmen seitens der BVG unterbleiben, beabsichtigt die untere Denkmalschutzbehörde, eine Gefahrenerforschung zur Feststellung der Bauschäden sowie eine Substanzsicherung anzuordnen. Mitte 2021 ließ die BVG schließlich das Verwaltungsgebäude einhausen, um es vor weiteren Witterungsschäden zu schützen.
Seit dem 1. November 2022 ist der Betriebshof aufgrund des schlechten Zustandes der Gleisanlagen und des Verwaltungsgebäudes für jegliche Schienenfahrzeuge gesperrt und die Fahrleitung abgeschaltet.